# Inis Meáin
Inis Meáin (littéralement : « île du milieu » ; aussi appelé en anglais : Inishmaan) est une île irlandaise située dans l'archipel des îles d'Aran au large de la côte ouest de l'île d'Irlande. Administrativement, les îles d'Aran sont rattachées au comté de Galway dans la province de Connacht.
Inis Meáin est plus tranquille car moins fréquentée par les touristes que ses deux voisines Inis Mór et Inis Oírr. C'est une des plus importantes zones de préservation de la langue et de la culture traditionnelle irlandaise. L'île reste un des plus forts fiefs de la langue irlandaise, parlée par tous les habitants[réf. souhaitée].

## Toponymie
Aujourd'hui appelée en irlandais Inis Meáin, l'ancien nom de l'île est Inis Meadhóin. L'île est parfois désignée par le terme anglicisé Inishmaan.

## Géographie
L'île est desservie par ferry depuis Rossaveal (à proximité de Galway) et Doolin (à proximité des falaises de Moher) d'avril à octobre. Il existe également une desserte aérienne des îles d'Aran (Aer Arann).

## Population
L'île est habitée par 200 personnes.

## Culture locale

### Patrimoine

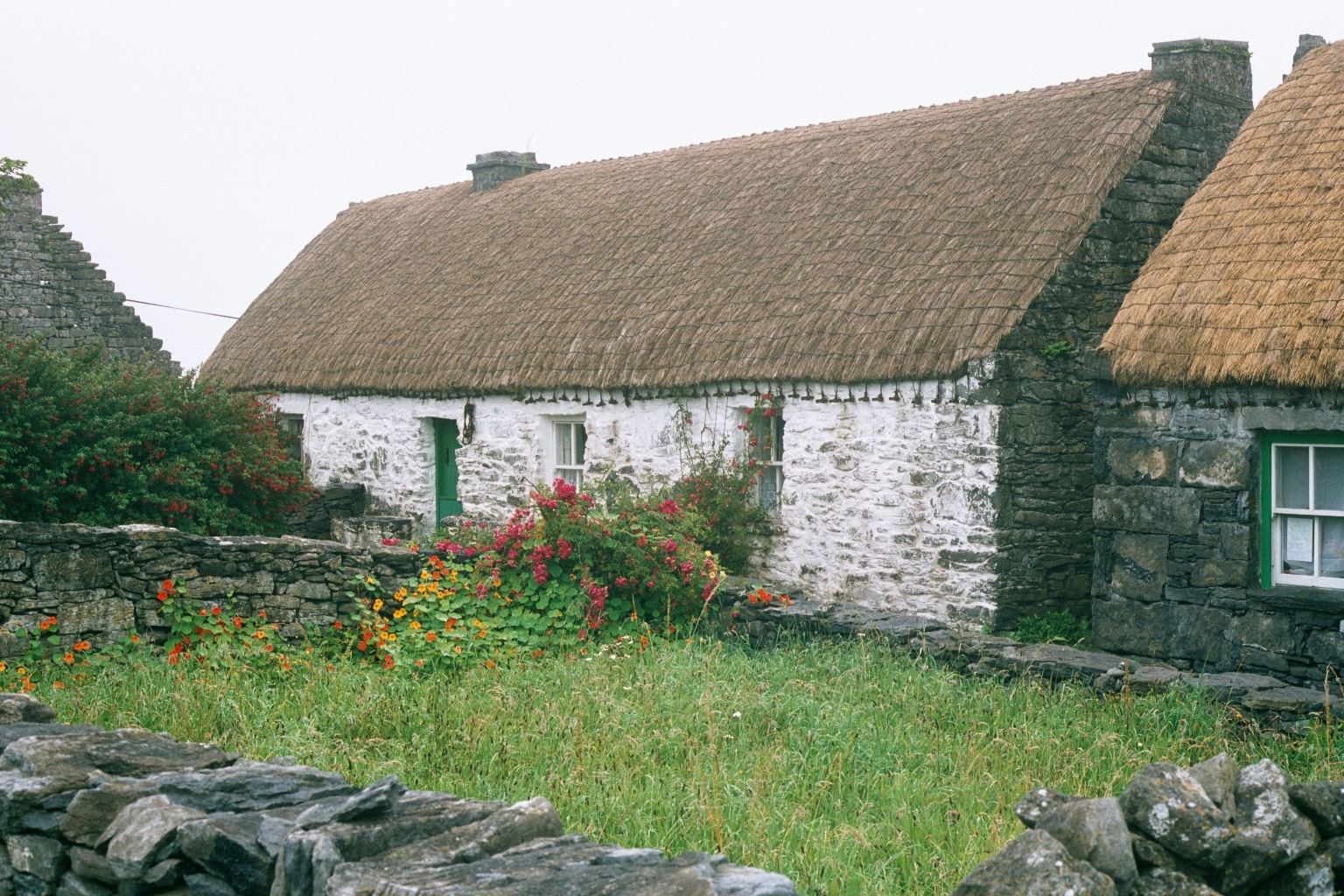
Teach Synge

- Dún Conchuir : un fort circulaire à partir duquel on a une vue sur toute l'île et la baie de Galway
- Dún Fearbhaí :  un fort de pierre du IVe siècle av. J.-C. qui contrairement aux autres forts (circulaires) de cette époque est presque carré.
- Teach Synge : c'est dans ce cottage (teach étant le mot irlandais pour maison) que le poète et dramaturge John Millington Synge passait l'été. La vieille maison a été minutieusement restaurée dans les conditions de vie de la fin du XIXe siècle. Elle est ouverte au public depuis août 1999.

### Personnalités liées
- John Millington Synge[1], poète et dramaturge, résida chaque été entre 1898 et 1902. Il y puisa son inspiration pour ses pièces de théâtre Le Baladin du monde occidental (The playboy of the western world), Riders to the Sea et plusieurs autres œuvres.[réf. nécessaire]